# قانون هوانگ

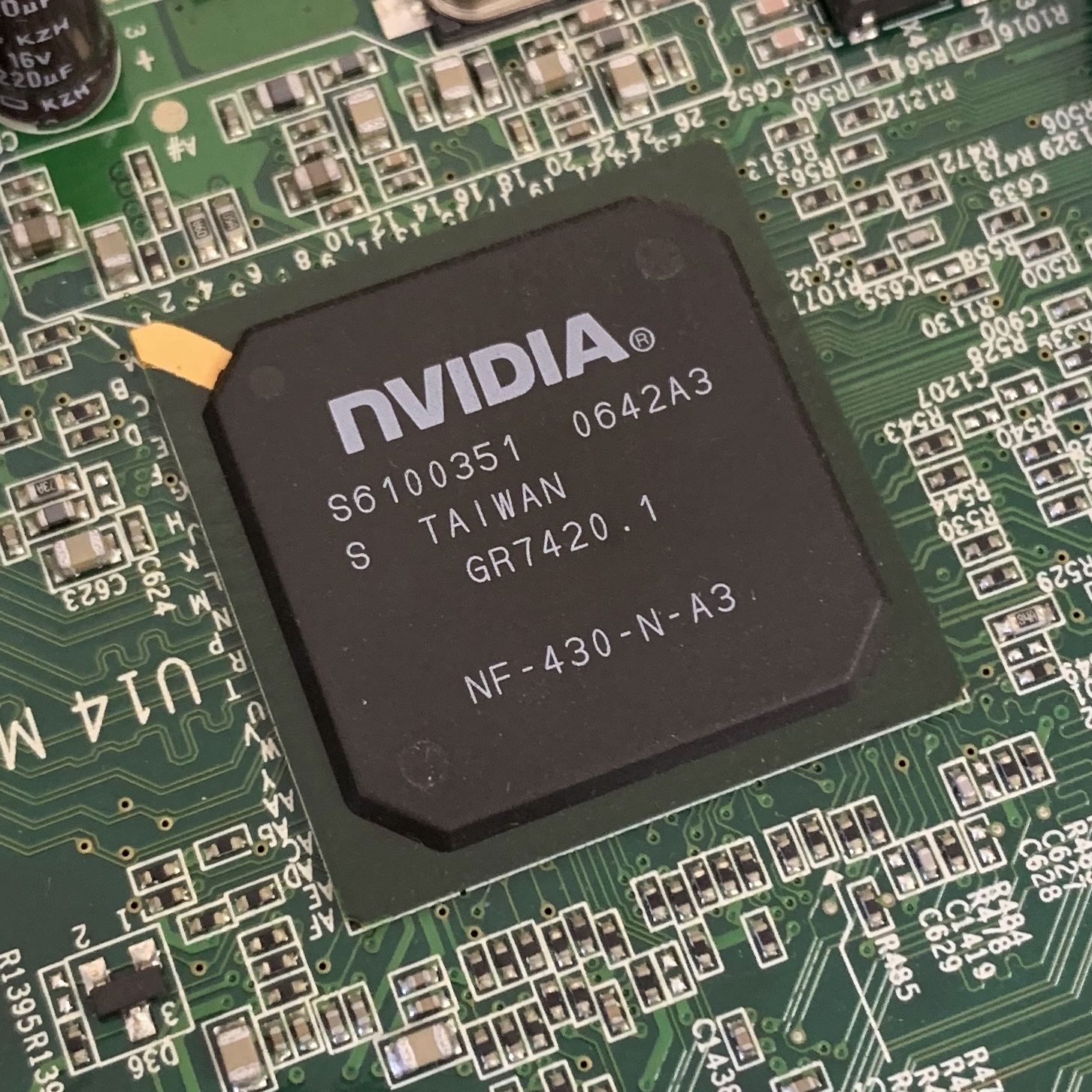
نمونه ای از یک GPU (NVIDIA NF-430-N-A3)

قانون هوانگ، نظریه ای در مهندسی کامپیوتر و علوم کامپیوتر است که پیشرفت آن در واحد پردازش گرافیکی (GPU) با سرعت بیشتری از واحد پردازش مرکزی مرسوم (CPU) صورت گرفته‌است. این نظریه برخلاف قانون مور است که پیش‌بینی می‌کرد تعداد ترانزیستورها در یک مدار مجتمع متراکم (IC) هر دو سال یکبار دو برابر می‌شود. قانون هوانگ بیان می‌کند که عملکرد GPUها هر دو سال یکبار، بیشتر از دو برابر می‌شود. در مورد درستی این فرضیه شبهاتی وجود دارد.

## تاریخچه
این نظریه توسط جن سون هوانگ، مدیر اجرایی انویدیا، در برگزاری کنفرانس فناوری GPU سال ۲۰۱۸ در سن خوزه، کالیفرنیا، بیان شد. او مشاهده کرد که GPU‌های انویدیا «۲۵ برابر سریع تر از پنج سال پیش» هستند در حالیکه قانون مور تنها افزایش ده برابری را پیش بینی می‌کرد. با کوچک تر شدن اجزای ریز تراشه، رسیدن به سرعت قانون مور برای پیشرفت تراشه سخت تر شد.
در سال ۲۰۰۶، پردازنده‌های گرافیکی انویدیا نسبت به سایر پردازنده‌ها برتری عملکردی ۴ برابری داشتند. در سال ۲۰۱۸، پردازنده گرافیکی انویدیا ۲۰ برابر سریعتر از یک گره CPU قابل مقایسه بود: GPUها هر سال ۱٫۷ برابر سریعتر می‌شدند. قانون مور دو برابر شدن را هر دو سال یک بار پیش‌بینی می‌کند، با این حال عملکرد پردازنده گرافیکی انویدیا در اجرای قانون هوانگ هر دو سال بیش از سه برابر می‌شود.
قانون هوانگ ادعا می‌کند که هم افزایی بین سخت‌افزار، نرم‌افزار و هوش مصنوعی، این «قانون» جدید را ممکن می‌سازد. هوانگ گفته‌است: «نوآوری فقط درمورد تراشه نیست، بلکه در مورد کل مجموعه است.» او گفت که پردازنده‌های گرافیکی به ویژه برای یک الگوی جدید مهم هستند. حذف تنگناها می‌تواند فرایند را سرعت ببخشد و مزیت‌هایی در رسیدن به هدف ایجاد کند. هوانگ گفته‌است: «انویدیا یک حقه است.» به گفته هوانگ: «محاسبات تسریع یافته، آزاد کننده است،... فرض کنید یک هواپیما دارید که باید بسته‌ای را تحویل دهد. تحویل آن ۱۲ ساعت طول می‌کشد. ب به‌جای اینکه هواپیما را سریع‌تر حرکت دهید، روی سریع تر کردن نحوه تحویل بسته تمرکز کنید و به چاپ سه بعدی در مقصد نگاه کنید.» چیزی که اهمیت دارد «... سریع تر رساندن هدف است.»
درمورد وظایف هوش مصنوعی هوانگ گفت، الکسنت روی دو پردازنده GTX ۵۸۰ انویدیا شش روز زمان صرف کرد تا فرایند آموزش را تکمیل کند درحالی روی یک سرور مدرن DGX-2 AI تنها ۱۸ دقیقه طول کشید تا فرایند را کامل کند و این امر منجر به ضریب سرعت ۵۰۰ شد. در مقایسه با قانون مور، که صرفاً بر روی ترانزیستورهای CPU تمرکز دارد، قانون هوانگ ترکیبی از پیشرفت‌ها در معماری، اتصالات داخلی، فناوری حافظه و الگوریتم‌ها را بیان می‌کند.
بهارات رامسوندار نوشته‌است که یادگیری عمیق با "پیشرفت‌ها در معماری سفارشی"همراه شده‌است. برای مثال، سیستم‌های یادگیری ماشین در دنیای بلاک چین پیاده‌سازی شده‌اند، جایی که بیتماین با طراحی ASICهای استخراج سفارشی (مدارهای مجتمع با کاربرد خاص) به بسیاری از ارزهای رمزنگاری‌شده حمله کرد، در حالی که اینکار غیرقابل انجام تصور می‌شد. "با این حال، دستاورد بزرگ انویدیا در این مورد است که این پیشرفت در معماری‌ها صرفا پیروزی‌های مجزا برای کاربردهای خاص نیستند بلکه به طور گسترده برای همه قسمت‌های علوم کامپیوتر قابل اجرا می‌باشند." آنها پیشنهاد داده‌اند که کنترل گسترده GPU و پشته GPU (یا پشته CPU) می‌تواند "رشد چشمگیری در معماری یادگیری عمیق" ایجاد کند. "جادوی قانون هوانگ " این است که با کاربردی تر شدن نرم‌افزارهای مبتنی بر یادگیری عمیق، پیشرفت‌های حاصل از پیمایش GPU و به صورت کلی پیشرفت‌های معماری، به‌طور مشخصی "عملکرد و رفتار نرم افزار‌های مدرن" را بهبود می‌بخشد.
در این مورد انتقاداتی وجود داشته‌است. جوئل هروسکا، روزنامه‌نگار، در سال ۲۰۲۰ در مقاله ای در ExtremeTech نوشت: «چیزی به نام قانون هوانگ وجود ندارد» و آن را «توهمی» نامید که بر دستاوردهای قانون مور بنا شده‌است؛ و همچنین خیلی زود است که آن را قانون در نظر بگیریم.